# 패트릭 로치

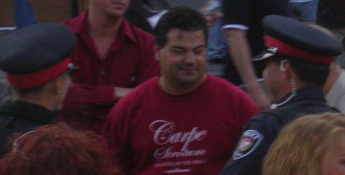

패트릭 로치(Patrick Roach, 1969년 3월 4일 ~ )는 캐나다의 배우, 영화배우, 텔레비전 배우이다.

## 영화
- 스웨어넷: 더 무비 (2014년)
- 트레일러 파크 보이스 - 카운트다운 투 리커 데이 (2009년)
- 트레일러 파크 보이스: 더 무비 (2006년)
- 트레일러 파크 보이스 크리스마스 스페셜 (2004년)
- 트레일러 파크 보이스 - 시리즈 (2001년)